# Drużynowy Puchar Świata na Żużlu 2009
Drużynowy Puchar Świata 2009 – dziewiąta edycja turnieju, mająca na celu wyłonić najlepszą żużlową reprezentację świata – Drużynowego Mistrza Świata. Złotego medalu bronili Duńczycy.

## Terminarz
| Data / wyniki | Miejsce      |
| Eliminacje    | Eliminacje   |
| ------------- | ------------ |
| 2 maja 2009   | Terenzano    |
| 2 maja 2009   | Dyneburg     |
| Półfinały     |              |
| 11 lipca 2009 | Vojens       |
| 13 lipca 2009 | Peterborough |
| Baraż         |              |
| 16 lipca 2009 | Leszno       |
| Finał         |              |
| 18 lipca 2009 | Leszno       |

## Eliminacje
W eliminacjach wystartowały zespoły, które w poprzedniorocznym DPŚ zajęły 7. i 8. miejsce (Czechy i Węgry) oraz wszystkie inne reprezentacje, które zgłosiły się do rozgrywek.

### Terenzano (1)
2 maja 2009 – Terenzano (Włochy)
| \| Msc \| \| Drużyna / Zawodnik \| Biegi \| Punkty \| \| --- \| ----------------------------------------------------------------------------------------------------------- \| ------------------------------------------------------------- \| --------------- \| ------ \| \| 1 \| \| Słowenia \| Słowenia \| 51+3 \| \| 1 \| (1) Matej Žagar (2) Denis Stojs (3) Izak Šantej (4) Maks Gregoric (5) Aleksander Conda \| (3,3,d,2,3,3) (3,3,3,1,2) (0,2,2,–,3) (3,2,1,2,1) (2,1,2,3,1) \| 14+3 12 7 9 9 \| \| \| 2 \| \| Niemcy \| Niemcy \| 51+2 \| \| 2 \| (1) Martin Smolinski (2) Tobias Kroner (3) Christian Hefenbrock (4) Richard Speiser (5) Thomas Stange \| (0,3,2,3,2) (2,3,3,3,1) (2,3,3,3,0) (2,2,2,u,–) (3,2,3,2,2) \| 10+2 12 11 6 12 \| \| \| 3 \| \| Włochy \| Włochy \| 26 \| \| 3 \| (1) Mattia Tadiello (2) Mattia Cavicchioli (3) Guglielimo Franchetti (4) Andrea Baroni (5) Mattia Carpanese \| (2,0,1,1,3,d) (d,1,1,u,–) (3,0,3,1) (0,1,0,0) (1,1,2,0,3,2) \| 7 2 7 1 9 \| \| \| 4 \| \| Węgry \| Węgry \| 22 \| \| 4 \| (1) László Szatmári (2) Norbert Magosi (3) József Tabaka (4) Roland Kovács (5) Attila Lőrincz \| (1,0,0,2,1) (1,2,w,1,1) (1,d,1,2,2,3) (1,1,1,0,0) (0,0,0,1,–) \| 4 5 9 3 1 \| \| | Bieg po biegu: 1. Žagar, Tadiello, Szatmári, Smolinski 2. Stojs, Kroner, Magosi, Cavicchioli (d) 3. Franchetti, Heffenbrock, Tabaka, Šantej 4. Gregoric, Speiser, Kovács, Baroni 5. Stange, Conda, Carpanese, Lőrincz 6. Smolinski, Šantej, Baroni, Lőrincz 7. Kroner, Gregoric, Carpanese, Szatmári 8. Heffenbrock, Magosi, Conda, Tadiello 9. Žagar, Speiser, Cavicchioli, Tabaka (d) 10. Stojs, Stange, Kovács, Franchetti 11. Franchetti, Smolinski, Gregoric, Magosi (w) 12. Kroner, Conda, Tabaka, Baroni 13. Heffenbrock, Carpanese, Kovács, Žagar (d) 14. Stojs, Speiser, Tadiello, Lőrincz 15. Stange, Šantej, Cavicchioli, Szatmári 16. Smolinski, Tabaka, Stojs, Carpanese 17. Kroner, Žagar, Tadiello, Kovács 18. Hefenbrock, Gregoric, Lőrincz, Cavicchioli 19. Conda, Szatmári, Franchetti, Speiser (u/w) 20. Žagar, Stange, Magosi, Baroni 21. Carpanese, Smolinski, Conda, Kovács 22. Žagar, Tabaka, Kroner, Franchetti 23. Tadiello, Stojs, Szatmári, Hefenbrock 24. Šantej, Carpanese, Magosi, Speiser 25. Tabaka, Stange, Gregoric, Tadiello (d) 26. Žagar, Smolinski |                                                               |                 |        |
| Msc | | Drużyna / Zawodnik                                            | Biegi           | Punkty |
| 1 | | Słowenia                                                      | Słowenia        | 51+3   |
| 1 | (1) Matej Žagar (2) Denis Stojs (3) Izak Šantej (4) Maks Gregoric (5) Aleksander Conda | (3,3,d,2,3,3) (3,3,3,1,2) (0,2,2,–,3) (3,2,1,2,1) (2,1,2,3,1) | 14+3 12 7 9 9   |        |
| 2 | | Niemcy                                                        | Niemcy          | 51+2   |
| 2 | (1) Martin Smolinski (2) Tobias Kroner (3) Christian Hefenbrock (4) Richard Speiser (5) Thomas Stange | (0,3,2,3,2) (2,3,3,3,1) (2,3,3,3,0) (2,2,2,u,–) (3,2,3,2,2)   | 10+2 12 11 6 12 |        |
| 3 | | Włochy                                                        | Włochy          | 26     |
| 3 | (1) Mattia Tadiello (2) Mattia Cavicchioli (3) Guglielimo Franchetti (4) Andrea Baroni (5) Mattia Carpanese | (2,0,1,1,3,d) (d,1,1,u,–) (3,0,3,1) (0,1,0,0) (1,1,2,0,3,2)   | 7 2 7 1 9       |        |
| 4 | | Węgry                                                         | Węgry           | 22     |
| 4 | (1) László Szatmári (2) Norbert Magosi (3) József Tabaka (4) Roland Kovács (5) Attila Lőrincz | (1,0,0,2,1) (1,2,w,1,1) (1,d,1,2,2,3) (1,1,1,0,0) (0,0,0,1,–) | 4 5 9 3 1       |        |

### Dyneburg (2)
2 maja 2009 – Dyneburg (Łotwa)
| \| Msc \| \| Drużyna / Zawodnik \| Biegi \| Punkty \| \| --- \| ---------------------------------------------------------------------------------------------------------- \| ------------------------------------------------------------------- \| ----------------- \| ------ \| \| 1 \| \| Czechy \| Czechy \| 48 \| \| 1 \| (1) Aleš Dryml (2) Adrián Rymel (3) Lukáš Dryml (4) Luboš Tomíček (5) Matěj Kůs \| (1,3,3,3,3) (3,3,1,3,w) (2,3,3,0,2) (2,2,2,2,0) (2,0,3,2,0) \| 13 10 8 7 \| \| \| 2 \| \| Łotwa \| Łotwa \| 45 \| \| 2 \| (1) Vjačeslavs Giruckis (2) Leonid Paura (3) Ķasts Puodžuks (4) Maksims Bogdanovs (5) Jevgēņijs Karavackis \| (0,w,–,–,–) (1,3,2,1,2,1) (3,2,2,3,2,3) (3,2,2,w,3,3) (1,2,0,2,2) \| 0 10 15 13 7 \| \| \| 3 \| \| Finlandia \| Finlandia \| 29 \| \| 3 \| (1) Kalle Katajisto (2) Tomi Reima (3) Juha Hautamäki (4) Kai Laukkanen (5) Kauko Nieminen \| (2,1,w,–,–) (2,1,–,w,–,w) (0,1,w,1,1,3) (1,1,2,0,1,d) (3,0,3,3,1,2) \| 3 6 5 12 \| \| \| 4 \| \| Stany Zjednoczone \| Stany Zjednoczone \| 26 \| \| 4 \| (1) Greg Hancock (2) Ryan Fisher (3) Chris Kerr (4) Ricky Wells (5) Kenny Ingalls \| (3,3,3,2,3) (0,1,1,d,1) (1,0,w,1,2) (0,2,1,w,1) (0,0,1,w,w) \| 14 3 4 1 \| \| | Bieg po biegu: 1. Hancock, Katajisto, A. Dryml, Giruckis 2. Rymel, Reima, Paura, Fisher 3. Poudżuks, L. Dryml, Kerr, Hautamaki 4. Bogdanow, Tomicek, Laukkanen, Wells 5. Nieminen, Kůs, Karawackij, Ingalls 6. Hancock, Poudżuks, Laukkanen, Kůs 7. A. Dryml, Bogdanow, Fisher, Nieminen 8. Rymel, Karawackij, Katajisto, Kerr 9. L. Dryml, Wells, Reima, Giruckis (w) 10. Paura, Tomicek, Hautamaki, Ingalls 11. Hancock, Bogdanow, Rymel, Hautamaki (w) 12. L. Dryml, Laukkanen, Fisher, Karawackij 13. Nieminen, Tomicek, Kerr (w), Bogdanow (w) 14. Kůs, Paura, Wells, Katajisto (w) 15. A. Dryml, Poudżuks, Ingalls, Laukkanen 16. Nieminen, Hancock, Paura, L. Dryml 17. Poudżuks, Tomicek, Hautamaki, Fisher (d) 18. Bogdanow, Kůs, Kerr, Reima (w) 19. A. Dryml, Karawackij, Hautamaki, Wells (w) 20. Rymel, Paura, Laukkanen, Ingalls (w) 21. Hancock, Karawackij, Nieminen, Tomicek 22. Hautamaeki, Poudżuks, Fisher, Kůs 23. A. Dryml, Kerr, Paura, Laukkanen (w) 24. Poudżuks, Nieminen, Wells, Rymel (w) 25. Bogdanow, L. Dryml, Reima (w) Ingalls (w) |                                                                     |                   |        |
| Msc | | Drużyna / Zawodnik                                                  | Biegi             | Punkty |
| 1 | | Czechy                                                              | Czechy            | 48     |
| 1 | (1) Aleš Dryml (2) Adrián Rymel (3) Lukáš Dryml (4) Luboš Tomíček (5) Matěj Kůs | (1,3,3,3,3) (3,3,1,3,w) (2,3,3,0,2) (2,2,2,2,0) (2,0,3,2,0)         | 13 10 8 7         |        |
| 2 | | Łotwa                                                               | Łotwa             | 45     |
| 2 | (1) Vjačeslavs Giruckis (2) Leonid Paura (3) Ķasts Puodžuks (4) Maksims Bogdanovs (5) Jevgēņijs Karavackis | (0,w,–,–,–) (1,3,2,1,2,1) (3,2,2,3,2,3) (3,2,2,w,3,3) (1,2,0,2,2)   | 0 10 15 13 7      |        |
| 3 | | Finlandia                                                           | Finlandia         | 29     |
| 3 | (1) Kalle Katajisto (2) Tomi Reima (3) Juha Hautamäki (4) Kai Laukkanen (5) Kauko Nieminen | (2,1,w,–,–) (2,1,–,w,–,w) (0,1,w,1,1,3) (1,1,2,0,1,d) (3,0,3,3,1,2) | 3 6 5 12          |        |
| 4 | | Stany Zjednoczone                                                   | Stany Zjednoczone | 26     |
| 4 | (1) Greg Hancock (2) Ryan Fisher (3) Chris Kerr (4) Ricky Wells (5) Kenny Ingalls | (3,3,3,2,3) (0,1,1,d,1) (1,0,w,1,2) (0,2,1,w,1) (0,0,1,w,w)         | 14 3 4 1          |        |

## Półfinały
Po raz szósty turniej finałowy DPŚ składa się z ośmiu drużyn narodowych. Podobnie jak przed rokiem, półfinały zostały rozegrane na terenie krajów startujących w tych półfinałach (Dania i Wielka Brytania) a baraż i finał na terenie innego (Polska).
Zwycięzcy półfinałów awansowali do finału. Drużyny z 2. i 3. miejsca w półfinale pojechali w barażu, z którego dwie reprezentacje uzupełniły skład finałowy.

### Vojens (1)
11 lipca 2009 –  Vojens
| \| Msc \| \| Drużyna / Zawodnik \| Biegi \| Punkty \| \| --- \| ------------------------------------------------------------------------------------------------------- \| ---------------------------------------------------------------- \| ------------ \| ------ \| \| 1 \| \| Rosja \| Rosja \| 51 \| \| 1 \| (1) Roman Poważny (2) Denis Gizatullin (3) Renat Gafurow (4) Emil Sajfutdinow (5) Grigorij Łaguta \| (2,1,3,3,1) (3,0,1,2,3) (2,3,2,2,1) (2,3,3,3,3) (2,2,w,3,1) \| 10 9 10 14 8 \| \| \| 2 \| \| Szwecja \| Szwecja \| 47 \| \| 2 \| (1) Antonio Lindbäck (2) Fredrik Lindgren (3) David Ruud (4) Andreas Jonsson (5) Jonas Davidsson \| (0,1,2,0,3) (2,1,3,3,2) (3,1,1,2,0) (1,3,3,2,4!) (3,3,1,2,1) \| 6 11 7 13 10 \| \| \| 3 \| \| Dania \| Dania \| 45 \| \| 3 \| (1) Nicki Pedersen (2) Bjarne Pedersen (3) Nicolai Klindt (4) Kenneth Bjerre (5) Niels Kristian Iversen \| (3,2,u/-,–,–) (1,2,2,0,0) (1,2,2,1,2) (3,3,3,3,3,6!) (0,2,1,1,2) \| 5 8 21 6 \| \| \| 4 \| \| Czechy \| Czechy \| 12 \| \| 4 \| (1) Aleš Dryml (2) Adrián Rymel (3) Lukáš Dryml (4) Josef Franc (5) Matěj Kůs \| (1,0,0,1,2!) (t,0,0,0,0) (0,u,2,1,2) (0,1,0,0,0) (1,0,0,1,0) \| 4 0 5 1 2 \| \| | Bieg po biegu: 1. N. Pedersen, Poważny, A. Dryml, Lindbäck 2. Gizatullin, Lindgren, B. Pedersen, Rymel (t) 3. Ruud, Gafurow, Klindt, L. Dryml 4. Bjerre, Sajfutdinow, Jonsson, Franc 5. Davidsson, Łaguta, Kus, Iversen 6. Jonsson, Iversen, Poważny, L. Dryml (u) 7. Davidsson, N. Pedersen, Franc, Gizatullin 8. Gafurow, B. Pedersen, Lindbäck, Kus 9. Sajfutdinow, Klindt, Lindgren, A. Dryml 10. Bjerre, Łaguta, Ruud, Rymel 11. Poważny, B. Pedersen, Ruud, Franc 12. Jonsson, Klindt, Gizatullin, Kus 13. Bjerre, Gafurow, Davidsson, A. Dryml 14. Sajfutdinow, Lindbäck, Iversen, Rymel 15. Lindgren, L. Dryml, N. Pedersen (ns), G. Łaguta (w/su) 16. Poważny, Davidsson, Klindt, Rymel 17. Bjerre, Gizatullin, L. Dryml, Lindbäck 18. Lindgren, Gafurow, Iversen, Franc 19. Sajfutdinow, Ruud, Kus, N. Pedersen (ns) 20. Łaguta, Jonsson, A. Dryml, B. Pedersen 21. Bjerre, Lindgren, Poważny, Kus 22. Gizatullin, Iversen, A. Dryml (J), Ruud 23. Bjerre (J), Jonsson (J), Gafurow, Rymel 24. Sajfutdinow, L. Dryml, Davidsson, B. Pedersen 25. Lindbäck, Klindt, Łaguta, Franc |                                                                  |              |        |
| Msc | | Drużyna / Zawodnik                                               | Biegi        | Punkty |
| 1 | | Rosja                                                            | Rosja        | 51     |
| 1 | (1) Roman Poważny (2) Denis Gizatullin (3) Renat Gafurow (4) Emil Sajfutdinow (5) Grigorij Łaguta | (2,1,3,3,1) (3,0,1,2,3) (2,3,2,2,1) (2,3,3,3,3) (2,2,w,3,1)      | 10 9 10 14 8 |        |
| 2 | | Szwecja                                                          | Szwecja      | 47     |
| 2 | (1) Antonio Lindbäck (2) Fredrik Lindgren (3) David Ruud (4) Andreas Jonsson (5) Jonas Davidsson | (0,1,2,0,3) (2,1,3,3,2) (3,1,1,2,0) (1,3,3,2,4!) (3,3,1,2,1)     | 6 11 7 13 10 |        |
| 3 | | Dania                                                            | Dania        | 45     |
| 3 | (1) Nicki Pedersen (2) Bjarne Pedersen (3) Nicolai Klindt (4) Kenneth Bjerre (5) Niels Kristian Iversen | (3,2,u/-,–,–) (1,2,2,0,0) (1,2,2,1,2) (3,3,3,3,3,6!) (0,2,1,1,2) | 5 8 21 6     |        |
| 4 | | Czechy                                                           | Czechy       | 12     |
| 4 | (1) Aleš Dryml (2) Adrián Rymel (3) Lukáš Dryml (4) Josef Franc (5) Matěj Kůs | (1,0,0,1,2!) (t,0,0,0,0) (0,u,2,1,2) (0,1,0,0,0) (1,0,0,1,0)     | 4 0 5 1 2    |        |

### Peterborough (2)
13 lipca 2009 –  Peterborough
| \| Msc \| \| Drużyna / Zawodnik \| Biegi \| Punkty \| \| --- \| --------------------------------------------------------------------------------------------------------- \| -------------------------------------------------------------- \| --------------- \| ------ \| \| 1 \| \| Polska \| Polska \| 54 \| \| 1 \| (1) Tomasz Gollob (2) Krzysztof Kasprzak (3) Piotr Protasiewicz (4) Adrian Miedziński (5) Jarosław Hampel \| (2,1,3,3,w) (2,1,2,3,3) (1,2,3,3,1) (3,1,2,1,3) (3,3,3,2,3) \| 9 11 10 14 \| \| \| 2 \| \| Australia \| Australia \| 52 \| \| 2 \| (1) Ryan Sullivan (2) Davey Watt (3) Leigh Adams (4) Chris Holder (5) Jason Crump \| (1,2,1,3,0) (3,2,1,2,2) (3,3,2,1,2) (2,3,1,2,2) (2,3,3,3,3) \| 7 10 11 10 14 \| \| \| 3 \| \| Wielka Brytania \| Wielka Brytania \| 34 \| \| 3 \| (1) Edward Kennett (2) Lewis Bridger (3) Chris Harris (4) Tai Woffinden (5) Daniel King \| (0,1,1,–,1) (1,2,2,1,1) (2,0,6!,1,2) (1,1,1,1,1) (1,3,2,2,1,d) \| 3 6 11 5 9 \| \| \| 4 \| \| Słowenia \| Słowenia \| 13 \| \| 4 \| (1) Matej Žagar (2) Denis Stojs (3) Izak Šantej (4) Maks Gregoric (5) Aleksander Conda \| (3,2,w,0!,2,3) (0,0,0,–,0) (0,0,0,0,1) (0,0,0,0,0,2) \| 10 0 1 2 \| \| | Bieg po biegu: 1. Žagar, Gollob, Sullivan, Kennett 2. Watt, Kasprzak, Bridger, Stojs 3. Adams, Harris, Protasiewicz, Šantej 4. Miedziński, Holder, Woffinden, Gregoric 5. Hampel, Crump, King, Conda 6. King, Sullivan, Miedziński, Šantej 7. Hampel, Watt, Kennett, Gregoric 8. Adams, Bridger, Gollob, Conda 9. Holder, Žagar, Kasprzak, Harris 10. Crump, Protasiewicz, Woffinden, Stojs 11. Protasiewicz, Bridger, Sullivan, Gregoric 12. Harris (J), Miedziński, Watt, Conda 13. Hampel, Adams, Woffinden, Žagar (w) 14. Gollob, King, Holder, Stojs 15. Crump, Kasprzak, Kennett, Šantej 16. Sullivan, Hampel, Harris, Conda 17. Gollob, Watt, Woffinden, Žagar (J) 18. Kasprzak, King, Adams, Gregoric 19. Protasiewicz, Holder, King, Conda 20. Crump, Žagar, Miedziński, Bridger 21. Kasprzak, Conda, Woffinden, Sullivan 22. Žagar, Watt, Protasiewicz, King (d/st) 23. Miedziński, Adams, Kennett, Stojs 24. Hampel, Holder, Bridger, Šantej 25. Crump, Harris, Gregoric, Gollob (w/2min) |                                                                |                 |        |
| Msc | | Drużyna / Zawodnik                                             | Biegi           | Punkty |
| 1 | | Polska                                                         | Polska          | 54     |
| 1 | (1) Tomasz Gollob (2) Krzysztof Kasprzak (3) Piotr Protasiewicz (4) Adrian Miedziński (5) Jarosław Hampel | (2,1,3,3,w) (2,1,2,3,3) (1,2,3,3,1) (3,1,2,1,3) (3,3,3,2,3)    | 9 11 10 14      |        |
| 2 | | Australia                                                      | Australia       | 52     |
| 2 | (1) Ryan Sullivan (2) Davey Watt (3) Leigh Adams (4) Chris Holder (5) Jason Crump | (1,2,1,3,0) (3,2,1,2,2) (3,3,2,1,2) (2,3,1,2,2) (2,3,3,3,3)    | 7 10 11 10 14   |        |
| 3 | | Wielka Brytania                                                | Wielka Brytania | 34     |
| 3 | (1) Edward Kennett (2) Lewis Bridger (3) Chris Harris (4) Tai Woffinden (5) Daniel King | (0,1,1,–,1) (1,2,2,1,1) (2,0,6!,1,2) (1,1,1,1,1) (1,3,2,2,1,d) | 3 6 11 5 9      |        |
| 4 | | Słowenia                                                       | Słowenia        | 13     |
| 4 | (1) Matej Žagar (2) Denis Stojs (3) Izak Šantej (4) Maks Gregoric (5) Aleksander Conda | (3,2,w,0!,2,3) (0,0,0,–,0) (0,0,0,0,1) (0,0,0,0,0,2)           | 10 0 1 2        |        |

## Baraż
W zawodach barażowych startowały drużyny, które w półfinałach zajęły drugie i trzecie miejsca. Dwie najlepsze reprezentacje z barażu awansowały do finału.

### Leszno (baraż)
16 lipca – Leszno  Polska
| \| Msc \| \| Drużyna / Zawodnik \| Biegi \| Punkty \| \| --- \| ------------------------------------------------------------------------------------------------------ \| ------------------------------------------------------------------ \| --------------- \| ------ \| \| 1 \| \| Australia \| Australia \| 51 \| \| 1 \| (1) Davey Watt (2) Adam Shields (3) Leigh Adams (4) Chris Holder (5) Jason Crump \| (3,3,2,1,2) (1,1,2,0,w) (3,2,2,1,3) (3,2,w,3,3) (3,3,3,3,2) \| 11 4 11 14 \| \| \| 2 \| \| Szwecja \| Szwecja \| 39 \| \| 2 \| (1) Antonio Lindbäck (2) David Ruud (3) Fredrik Lindgren (4) Jonas Davidsson (5) Andreas Jonsson \| (d,1,3,1,3,2) (0,1,1,0,–) (2,2,0,2,2) (2,0,1,0,–) (2,2,3,3,0,6!) \| 10 2 8 3 16 \| \| \| 3 \| \| Wielka Brytania \| Wielka Brytania \| 35 \| \| 3 \| (1) Chris Harris (2) Lee Richardson (3) Lewis Bridger (4) Daniel King (5) Tai Woffinden \| (1,3,2,1,2,0) (3,3,6!,1,2,2) (d,t,–,0,–) (0,0,1,–,0) (0,2,2,2,1,1) \| 9 17 0 1 8 \| \| \| 4 \| \| Dania \| Dania \| 34 \| \| 4 \| (1) Patrick Hougård (2) Nicolai Klindt (3) Niels Kristian Iversen (4) Hans Andersen (5) Kenneth Bjerre \| (2,1,0,2,1) (2,1,0,0,0,3) (1,0,0,1,1) (1,0,0,–,–) (1,3,3,6!,3,1) \| 6 3 1 17 \| \| | Bieg po biegu: 1. Watt, Hougaard, Harris, Lindbäck 2. Richardson, Klindt, Shields, Ruud 3. Adams, Lindgren, Iversen, Bridger (d) 4. Holder, Davidsson, Andersen, King 5. Crump, Jonsson, Bjerre, Woffinden 6. Crump, Lindgren, Hougaard, King 7. Watt, Woffinden, Klindt, Davidsson 8. Harris, Jonsson, Shields, Iversen 9. Richardson, Adams, Lindbäck, Andersen 10. Bjerre, Holder, Ruud, Bridger (t) 11. Richardson (J), Shields, Davidsson, Hougaard 12. Jonsson, Adams, King, Klindt 13. Lindbäck, Woffinden, Iversen, Holder (w/u) 14. Crump, Harris, Ruud, Andersen 15. Bjerre, Watt, Richardson, Lindgren 16. Bjerre (J), Woffinden, Adams, Ruud 17. Holder, Lindgren, Harris, Klindt 18. Crump, Richardson, Iversen, Davidsson 19. Jonsson, Hougaard, Watt, Bridger 20. Bjerre, Harris, Lindbäck, Shields 21. Holder, Richardson, Hougaard, Jonsson 22. Lindbäck, Crump, Woffinden, Klindt 23. Jonsson (J), Watt, Iversen, King 24. Klindt, Lindgren, Woffinden, Shields (w/su) 25. Adams, Lindbäck, Bjerre, Harris |                                                                    |                 |        |
| Msc | | Drużyna / Zawodnik                                                 | Biegi           | Punkty |
| 1 | | Australia                                                          | Australia       | 51     |
| 1 | (1) Davey Watt (2) Adam Shields (3) Leigh Adams (4) Chris Holder (5) Jason Crump | (3,3,2,1,2) (1,1,2,0,w) (3,2,2,1,3) (3,2,w,3,3) (3,3,3,3,2)        | 11 4 11 14      |        |
| 2 | | Szwecja                                                            | Szwecja         | 39     |
| 2 | (1) Antonio Lindbäck (2) David Ruud (3) Fredrik Lindgren (4) Jonas Davidsson (5) Andreas Jonsson | (d,1,3,1,3,2) (0,1,1,0,–) (2,2,0,2,2) (2,0,1,0,–) (2,2,3,3,0,6!)   | 10 2 8 3 16     |        |
| 3 | | Wielka Brytania                                                    | Wielka Brytania | 35     |
| 3 | (1) Chris Harris (2) Lee Richardson (3) Lewis Bridger (4) Daniel King (5) Tai Woffinden | (1,3,2,1,2,0) (3,3,6!,1,2,2) (d,t,–,0,–) (0,0,1,–,0) (0,2,2,2,1,1) | 9 17 0 1 8      |        |
| 4 | | Dania                                                              | Dania           | 34     |
| 4 | (1) Patrick Hougård (2) Nicolai Klindt (3) Niels Kristian Iversen (4) Hans Andersen (5) Kenneth Bjerre | (2,1,0,2,1) (2,1,0,0,0,3) (1,0,0,1,1) (1,0,0,–,–) (1,3,3,6!,3,1)   | 6 3 1 17        |        |

## Finał
W finale startowało dwóch zwycięzców półfinałów oraz dwie najlepsze reprezentacje z zawodów barażowych.

### Leszno (Finał)
18 lipca – Leszno (Polska)
Ze względu na opady deszczu zawody zostały przesunięte na 19 lipca, na godz 11. Mimo nowego terminu zawody po 19 biegu zostały przerwane z powodu ulewy i wznowione dopiero po 1,5h.
| \| Msc \| \| Drużyna / Zawodnik \| Biegi \| Punkty \| \| --- \| --------------------------------------------------------------------------------------------------------- \| ------------------------------------------------------------------ \| ------------ \| ------ \| \| 1 \| \| Polska \| Polska \| 44 \| \| 1 \| (1) Krzysztof Kasprzak (2) Piotr Protasiewicz (3) Jarosław Hampel (4) Tomasz Gollob (5) Adrian Miedziński \| (3,1,1,3,2) (1,2,w,0,–) (3,3,2,3,4!,3) (1,2,0,0,3) (w,3,1,2,1) \| 10 3 18 6 7 \| \| \| 2 \| \| Australia \| Australia \| 43 \| \| 2 \| (1) Davey Watt (2) Troy Batchelor (3) Leigh Adams (4) Chris Holder (5) Jason Crump \| (2,1,0,1,1) (0,1,1,2,0) (2,3,3,2,2) (2,3,3,0,2) (2,2,2,3,3) \| 5 4 12 10 12 \| \| \| 3 \| \| Szwecja \| Szwecja \| 36 \| \| 3 \| (1) Jonas Davidsson (2) Fredrik Lindgren (3) Antonio Lindbäck (4) Andreas Jonsson (5) David Ruud \| (0,1,2,1,0) (3,3,2,1,0) (1,2,0,1,3) (3,0,1,6!,1) (3,0,1,1,0) \| 4 9 7 11 5 \| \| \| 4 \| \| Rosja \| Rosja \| 35 \| \| 4 \| (1) Renat Gafurow (2) Emil Sajfutdinow (3) Roman Poważny (4) Denis Gizatullin (5) Grigorij Łaguta \| (1,0,3,2,0,1) (2,2,6!,3,2,3) (0,1,–,0,–) (0,0,u,w,–) (1,w,2,3,1,2) \| 7 18 1 0 9 \| \| | Bieg po biegu: 1. Kasprzak, Watt, Gafurow, Davidsson 2. Lindgren, Sajfutdinow, Protasiewicz, Batchelor 3. Hampel, Adams, Lindbäck, Poważny 4. Jonsson, Holder, Gollob, Gizatullin 5. Ruud, Crump, Łaguta, Miedziński (w/su) 6. Hampel, Crump, Davidsson, Gizatullin 7. Lindgren, Gollob, Watt, Łaguta (w/su) 8. Miedziński, Lindbäck, Batchelor, Gafurow 9. Adams, Sajfutdinow, Kasprzak, Jonsson 10. Holder, Protasiewicz, Poważny, Ruud 11. Sajfutdinow (J), Davidsson, Batchelor, Gollob 12. Adams, Lindgren, Miedziński, Gizatullin (u) 13. Holder, Łaguta, Kasprzak, Lindbäck 14. Gafurow, Crump, Jonsson, Protasiewicz (w/su) 15. Sajfutdinow, Hampel, Ruud, Watt 16. Łaguta, Adams, Davidsson, Protasiewicz 17. Hampel, Gafurow, Lindgren, Holder 18. Crump, Sajfutdinow, Lindbäck, Gollob 19. Jonsson (J), Miedziński, Watt, Poważny 20. Kasprzak, Batchelor, Ruud, Gizatullin (w/su) 21. Sajfutdinow, Holder, Miedziński, Davidsson 22. Crump, Kapsrzak, Łaguta, Lindgren 23. Lindbäck, Hampel (J), Watt, Gafurow 24. Hampel, Łaguta, Jonsson, Batchelor 25. Gollob, Adams, Gafurow, Ruud |                                                                    |              |        |
| Msc | | Drużyna / Zawodnik                                                 | Biegi        | Punkty |
| 1 | | Polska                                                             | Polska       | 44     |
| 1 | (1) Krzysztof Kasprzak (2) Piotr Protasiewicz (3) Jarosław Hampel (4) Tomasz Gollob (5) Adrian Miedziński | (3,1,1,3,2) (1,2,w,0,–) (3,3,2,3,4!,3) (1,2,0,0,3) (w,3,1,2,1)     | 10 3 18 6 7  |        |
| 2 | | Australia                                                          | Australia    | 43     |
| 2 | (1) Davey Watt (2) Troy Batchelor (3) Leigh Adams (4) Chris Holder (5) Jason Crump | (2,1,0,1,1) (0,1,1,2,0) (2,3,3,2,2) (2,3,3,0,2) (2,2,2,3,3)        | 5 4 12 10 12 |        |
| 3 | | Szwecja                                                            | Szwecja      | 36     |
| 3 | (1) Jonas Davidsson (2) Fredrik Lindgren (3) Antonio Lindbäck (4) Andreas Jonsson (5) David Ruud | (0,1,2,1,0) (3,3,2,1,0) (1,2,0,1,3) (3,0,1,6!,1) (3,0,1,1,0)       | 4 9 7 11 5   |        |
| 4 | | Rosja                                                              | Rosja        | 35     |
| 4 | (1) Renat Gafurow (2) Emil Sajfutdinow (3) Roman Poważny (4) Denis Gizatullin (5) Grigorij Łaguta | (1,0,3,2,0,1) (2,2,6!,3,2,3) (0,1,–,0,–) (0,0,u,w,–) (1,w,2,3,1,2) | 7 18 1 0 9   |        |

## Kolejność końcowa
| Miejsce | Reprezentacja     |
| 1       | Polska            |
| 2       | Australia         |
| 3       | Szwecja           |
| 4       | Rosja             |
| ------- | ----------------- |
|         |                   |
| 5       | Wielka Brytania   |
| 6       | Dania             |
|         |                   |
| 7       | Słowenia          |
| 8       | Czechy            |
|         |                   |
| 9       | Niemcy            |
| 10      | Łotwa             |
| 11      | Finlandia         |
| 12      | Stany Zjednoczone |
| 13      | Włochy            |
| 14      | Węgry             |